# O Flautista de Hamelin

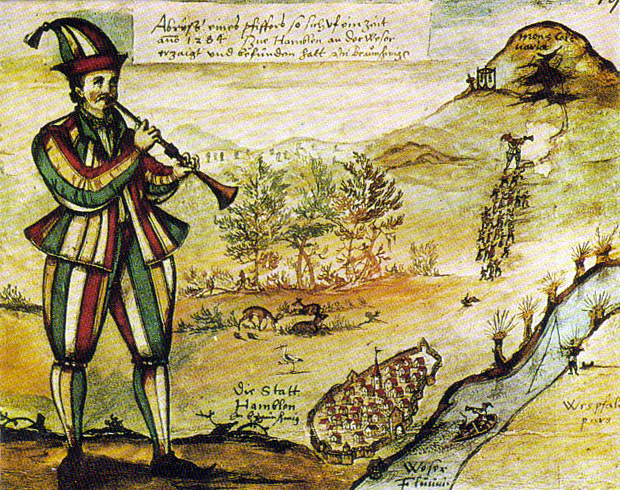
A mais antiga figura ilustrando o conto

O Flautista de Hamelin é um conto folclórico, reescrito pela primeira vez pelos Irmãos Grimm e que narra um desastre incomum acontecido na cidade de Hamelin, na Alemanha, em 26 de junho de 1284.

## A história
Em 1284, a cidade de Hamelin estava sofrendo com uma infestação de ratos. Um dia, chega à cidade um homem que reivindica ser um "caçador de ratos" dizendo ter a solução para o problema. Prometeram-lhe um bom pagamento em troca dos ratos - uma moeda pela cabeça de cada um. O homem aceitou o acordo, pegou uma flauta e hipnotizou os ratos, afogando-os no Rio Weser.

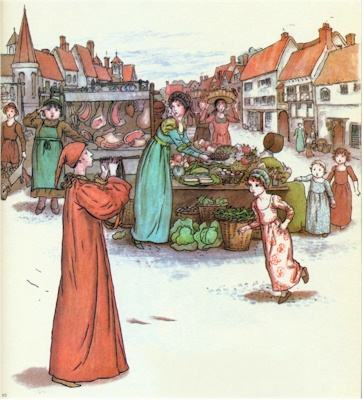
O flautista de Hamelin (ilustração de Kate Greenaway)

Apesar de obter sucesso, o povo da cidade abjurou a promessa feita e recusou-se a pagar o "caçador de ratos", afirmando que ele não havia apresentado as cabeças. O homem deixou a cidade, mas retornou várias semanas depois e, enquanto os habitantes estavam na igreja, tocou novamente sua flauta, atraindo desta vez as crianças de Hamelin. Cento e trinta crianças seguiram ele para fora da cidade, onde foram enfeitiçados e trancados em uma caverna. Na cidade, só ficaram opulentos habitantes e repletos celeiros e bem cheias despensas, protegidas por sólidas muralhas e um imenso manto de silêncio e tristeza.
E foi isso que se sucedeu há muitos, muitos anos, na deserta e vazia cidade de Hamelin, onde, por mais que se procure, nunca se encontra nem um rato, nem uma criança.

## Televisão, cinema, teatro e música
Walter Lantz fez uma versão, em que o prefeito se recusa a pagar o tocador de trombone que prendeu os ratos e o expulsa. Por vingança, o tocador faz todas as pessoas da cidade entrarem num barco e irem embora, deixando o prefeito à mercê dos ratos, que ele libertou.
O conto foi retratado em uma série televisiva chamada Teatro dos Contos de Fadas; título original em inglês Faerie Tale Theatre, em que cada episódio encenava um conto de fadas diferente. Criada e produzida por Shelley Duvall, a série teve o início da produção em 1982 e se encerrou em 1987. Foi estrelado e narrado pelo ator Eric Idle e o episódio do conto foi exibido pela primeira vez em 5 de abril de 1985 na TV norte-americana. A série foi exibida pela TV Cultura de São Paulo nos anos 1990 e é reprisada de tempos em tempos.
O conto foi representado também pelo cartoon Tom & Jerry. Em uma aldeia Jerry interpreta um flautista que ao ver outros ratos sendo acometidos por um "ataque de coceira" os atrai a um rio, lhes dando a cura para essa agonia.
Em 2010, no filme Shrek para Sempre, o Flautista de Hamelin aparece como um personagem que foi contratado pelo vilão principal da trama, o qual quer se ver livre dos ogros. A marca registrada dos filmes da saga "Shrek" é parodiar personagens de contos de fada e do folclore universal.
A banda norte-americana de Thrash metal Megadeth faz menção ao flautista no refrão da música Symphony of Destruction presente no álbum Countdown to Extinction: "Just like the pied piper led rats through the streets" (Tal como o flautista guiou ratos pelas ruas).
Recentemente o conto teve aparecimento no anime Mondaiji-tachi ga Isekai kara Kuru Sou Desu yo e na série de TV Once Upon a Time, onde o personagem Peter Pan e o personagem do flautista são a mesma pessoa.[carece de fontes?]